# Balneari de Rocallaura
El Balneari de Rocallaura és un balneari catalogat a l'Inventari del Patrimoni Arquitectònic de Catalunya al terme municipal de Vallbona de les Monges (Urgell). És un establiment que s'ha desenvolupat a partir d'una casa del segle xix. Ofereix serveis balnearis i part de l'edifici acull una casa de colònies d'estiu. La planta embotelladora segueix oberta. L'aigua d'aquesta déu té el nom La Verge del Tallat (1915), posteriorment Aigua de Rocallaura.